# 開運通 (豊川市)
開運通（かいうんどおり）は、愛知県豊川市の町名である。現行行政地名は開運通一丁目及び開運通二丁目。

## 地理
豊川市の中心部、豊川稲荷の南西に位置し主に繁華街を形成している。南東から北西に順に開運通に沿って1丁目と2丁目で構成されている。

### 河川
- 佐奈川

## 歴史

### 沿革
- 1960年（昭和35年）2月21日 - 豊川町（也通・天通・左通・幾通）の一部より、開運通1～2丁目が成立[1]。

## 世帯数と人口
2019年（平成31年）3月31日現在の世帯数と人口は以下の通りである。
| 町丁   | 世帯数  | 人口  |
| ------ | ------- | ----- |
| 開運通 | 165世帯 | 358人 |

### 人口の変遷
国勢調査による人口の推移
| 1995年（平成7年）  | 385人 | [ WEB 5 ] |  |
| 2000年（平成12年） | 353人 | [ WEB 6 ] |  |
| 2005年（平成17年） | 380人 | [ WEB 7 ] |  |
| 2010年（平成22年） | 361人 | [ WEB 8 ] |  |
| 2015年（平成27年） | 368人 | [ WEB 9 ] |  |

## 学区
市立小・中学校に通う場合、学区は以下の通りとなる。また、公立高等学校に通う場合の学区は以下の通りとなる。
| 丁目         | 番・番地等 | 小学校             | 中学校             | 高等学校 |
| ------------ | ---------- | ------------------ | ------------------ | -------- |
| 開運通一丁目 | 全域       | 豊川市立豊川小学校 | 豊川市立東部中学校 | 三河学区 |
| 開運通二丁目 | 全域       | 豊川市立豊川小学校 | 豊川市立東部中学校 | 三河学区 |

## 施設
- イオン豊川開運通店(旧・イオン豊川店）
- スギ薬局開運通店
- 豊川ビジネスホテル

- イオン豊川開運通店

## 交通
- 豊川市道
  - 開運通
    - 開運橋

  - 末広通

## その他

### 日本郵便
- 郵便番号 : 442-0048[WEB 3]（集配局：豊川郵便局[WEB 12]）。

### WEB
1. ↑  “愛知県豊川市の町丁・字一覧”.   人口統計ラボ. 2019年7月13日閲覧。
2. 1 2  “大字別住民登録人口 - 平成31年3月末日現在” (PDF).   豊川市 (2019年4月25日). 2019年7月13日閲覧。
3. 1 2  “開運通の郵便番号”.  日本郵便. 2019年6月24日閲覧。
4. ↑  “市外局番の一覧”.   総務省. 2019年6月24日閲覧。
5. ↑  “平成7年国勢調査の調査結果(e-Stat) - 男女別人口及び世帯数 －町丁・字等”.   総務省統計局 (2014年3月28日). 2019年3月23日閲覧。
6. ↑  “平成12年国勢調査の調査結果(e-Stat) - 男女別人口及び世帯数 －町丁・字等”.   総務省統計局 (2014年5月30日). 2019年3月23日閲覧。
7. ↑  “平成17年国勢調査の調査結果(e-Stat) - 男女別人口及び世帯数 －町丁・字等”.   総務省統計局 (2014年6月27日). 2019年3月23日閲覧。
8. ↑  “平成22年国勢調査の調査結果(e-Stat) - 男女別人口及び世帯数 －町丁・字等”.   総務省統計局 (2012年1月20日). 2019年3月23日閲覧。
9. ↑  “平成27年国勢調査の調査結果(e-Stat) - 男女別人口及び世帯数 －町丁・字等”.   総務省統計局 (2017年1月27日). 2019年3月23日閲覧。
10. ↑  “豊川市立小・中学校の通学区域一覧” (PDF).   豊川市 (2012年7月1日). 2019年7月13日閲覧。
11. ↑  “平成29年度以降の愛知県公立高等学校（全日制課程）入学者選抜における通学区域並びに群及びグループ分け案について”.   愛知県教育委員会 (2015年2月16日). 2019年1月14日閲覧。
12. ↑  “郵便番号簿 2018年度版” (PDF).   日本郵便. 2019年6月10日閲覧。

### 書籍
1. 1 2  新編豊川市史編集委員会 2002, p. 1099.

## 参考資料
- 「角川日本地名大辞典」編纂委員会 編『角川日本地名大辞典 23 愛知県』角川書店、1989年。ISBN 4040012305。
- 平凡社 編『日本歴史地名大系 23 愛知県の地名』1981年。全国書誌番号:83008109。
- 新編豊川市史編集委員会 編『新編豊川市史 第八巻 資料編 現代』2002年。全国書誌番号:20330629。